# Рождество Эркюля Пуаро
«Рождество Эркюля Пуаро» (англ. Hercule Poirot's Christmas) — классический детективный роман Агаты Кристи с участием Эркюля Пуаро. Впервые опубликован 19 декабря 1938 года. Другое название — "A Holiday for Murder" (переведён как "Праздник смерти").

## Сюжет
События романа разворачиваются накануне и после Рождества, с 22 по 27 декабря, в загородном доме Горстон-холл в вымышленном городе Лонгдейле на границе Англии и Шотландии. Книга посвящена расследованию убийства хозяина дома — престарелого миллионера Симеона Ли, который впервые за двадцать лет решил собрать на Рождество всех своих детей. Убийство происходит непосредственно в вечер перед Рождеством после большого семейного скандала.
Подозреваемыми в убийстве, как и в большинстве романов А. Кристи, оказываются все родственники и слуги убитого. При этом убийству предшествует другое преступление — кража.
Основное расследование ведёт талантливый местный инспектор Сагден при поддержке полковника Джонсона (который уже появлялся ранее в романе «Трагедия в трёх актах» 1935 г.), начальника полиции Миддлшира (название приграничных районов между Англией и Шотландией, введённое в XVII в. королём Яковом I). Поскольку в вечер убийства в доме Джонсона гостил друг полковника Эркюль Пуаро, тот приглашает его помочь в раскрытии убийства в качестве неофициального консультанта.

## Персонажи
- Эркюль Пуаро, бельгийский детектив
- Полковник Джонсон, главный констебль
- Суперинтендант Сагден, полицейский-следователь
- Симеон Ли, старый миллионер
- Альфред Ли, сын Симеона
- Лидия Ли, жена Альфреда
- Джордж Ли, сын Симеона
- Мэгдалина Ли, жена Джорджа
- Дэвид Ли, сын Симеона
- Хильда Ли, жена Дэвида
- Харри Ли, сын Симеона
- Пиллар Эстравадос, внучка Симеона из Испании
- Стивен Фарр, сын бывшего делового партнера Симеона
- Хорбери, слуга Симеона
- Трессилиан, дворецкий
- Уолтер, лакей

## Особенности написания
Характерной чертой этого романа является особо кровавый характер убийства, тогда как в большинстве других своих произведений А. Кристи избегает обилия следов крови: рана на теле убитого чаще всего очень мала либо её совсем нет. Это отражало общую нелюбовь А. Кристи к натурализму, характерному для современного детективного жанра, но иногда и она использовала «жестокие» убийства. Отступление от этого правила в данном романе связано с просьбой зятя А. Кристи Джеймса (супруга сестры писательницы), которому она и посвятила своё произведение. В посвящении говорится:

«Мой дорогой Джеймс! Ты всегда был одним из самых преданных и доброжелательных моих читателей, поэтому я всерьёз огорчилась, получив твои критические замечания. Ты жаловался, что мои убийства становятся чересчур рафинированными — иными словами, анемичными. Тебе хотелось бы „настоящего жестокого убийства с большим количеством крови“, когда ни у кого не возникло бы сомнения, что это убийство! Эта история написана специально для тебя. Надеюсь, она тебе понравится. Твоя любящая свояченица Агата»— Агата Кристи